# Tenuipalpus acaciae
Tenuipalpus acaciae är en spindeldjursart som beskrevs av Ryke och Meyer 1960. Tenuipalpus acaciae ingår i släktet Tenuipalpus och familjen Tenuipalpidae. Inga underarter finns listade i Catalogue of Life.